# Gustav Simon (Mediziner, 1810)
Gustav Simon, eigentlich Karl Gustav Theodor Simon, (* 2. November 1810 in Berlin; † 11. Mai 1857 in Zehlendorf b. Berlin) war ein deutscher Arzt, Pathologe und Dermatologe und Begründer der Dermatopathologie.

## Leben
Gustav Simon begann seine medizinischen Studien 1829 in Berlin. 1831 wechselte er nach Bonn, um Vorlesungen bei dem Anatomen, Physiologen und Biologen Johannes Peter Müller zu hören. Im folgenden Jahr kehrte er nach Berlin zurück und promovierte 1833 mit einer Dissertation unter dem Titel De aquae Binelli et kreosoti virtute styptica zum Doktor der Medizin. 
Gustav Simon blieb als niedergelassener Arzt in Berlin, arbeitete aber weiterhin auch an wissenschaftlichen Veröffentlichungen. Seine mikroskopischen Studien und histopathologischen Arbeiten fanden Aufnahme in Ferdinand von Hebras Atlas der Hautkrankheiten.
1842 nahm er eine Stelle als Arzt für Bedürftige an. In diese Zeit fiel auch seine Entdeckung und Beschreibung der Haarbalgmilbe. 1844 habilitierte sich Simon als Privatdozent für Allgemeine Pathologie und Therapie, hielt aber später auch Vorlesungen in Dermatologie, die gut besucht waren. Seine 1848 erstmals aufgelegte Fachpublikation Die Hautkrankheiten durch anatomische Untersuchungen erläutert war das erste Lehrbuch der Dermatopathologie.
1848 wurde Simon zum Direktor der Abteilung für Hautkrankheiten und Syphilis an der Berliner Charité ernannt. Er wurde einer der führenden europäischen Spezialisten für Haut- und Geschlechtskrankheiten. 1850 führten ihn Studienreisen nach England und Frankreich.
1853 erkrankte er an Progressiver Paralyse (Neurosyphilis), der Spätfolge einer Syphilis-Erkrankung. Die Ursachen der Krankheit waren damals noch nicht erforscht und ihre Heilung unmöglich. Aufenthalte in Sanatorien in Potsdam, Neustadt-Eberswalde und Leubus brachten daher keine Besserung. 1857 starb Gustav Simon in der von Heinrich Laehr gegründeten Nervenheilanstalt Schweizerhof in Berlin-Zehlendorf.

## Werke
- De aquae Binelli et kreosoti virtute styptica. Dissertation zur Erlangung des Doktorgrades, Berlin, 1833
- Über eine in den kranken und normalen Haarsäcken des Menschen lebende Milbe. Berlin, 1842
- Die Hautkrankheiten durch anatomische Untersuchungen erläutert. Berlin, 1848
- Bericht über die Abtheilung für Syphilis im Jahre 1849. Charité-Annalen, Berlin, 1849
- Über die Behandlung des Männertrippers mit kaustischen Einspritzungen. Charité-Annalen, Berlin, 1853